# Vicia glareosa
Vicia glareosa är en ärtväxtart som beskrevs av Peter Hadland Davis. Vicia glareosa ingår i släktet vickrar, och familjen ärtväxter. Inga underarter finns listade i Catalogue of Life.